# ديفيد هال (مدرب خيول)
ديفيد هال (بالإنجليزية: David Hall)‏ هو مدرب خيول أسترالي، ولد في 27 أكتوبر 1963.